# Lomtjärnen (Fjällsjö socken, Ångermanland, 706683-151985)
Lomtjärnen är en sjö i Strömsunds kommun i Ångermanland och ingår i Ångermanälvens huvudavrinningsområde.